# Федерални округ
Федерални округ је тип административне поделе федерације, обично под директном контролом федералне владе и понекад организован са једним општинским телом. Федерални окрузи обично обухватају престоничке округе, и они постоје у многим земљама широм света.

## Сједињене Америчке Државе
Седиште федералне владе САД у Вашингтону је лоцирано у федералном округу званом Округ Колумбија. Друге области под федералном управом које се налазе унутар једне од 50 савезних држава, али не под њеном јурисдикцијом се називају федералним енклавама.
Додатно, амерички федерални судски систем дели сваку државу, Округ Колумбија, и Порторико, у један или више федералних правосудних округа. Окружни суд САД и стечајни суд су лоцирани у сваком. Исто тако постоје регионални федерални правосудни кругови, сваки од који се састоји од групе држава (изузев правосудног Круга Округа Колумбија, који се састоји од федералног округа, и апелационог суда, чија је надлежност заснована на одређеној теми уместо на географији); Порторико и Територијални судови САД су исто тако додељени круговима. Сваки круг има Апелациони суд САД.

## Латинска Америка
Термин Distrito Federal, са значењем федерални округ у португалском и шпанском, се користи за:
- Савезни дистрикт Бразила, где је лоцирана бразилска престоница Бразилија.[3]
- Федерална престоница (Аргентина), раније Аутономни град Буенос Ајрес, od 1994.[4]
- Федерални округ (Мексико), алтернативни званични назив за Мексико Сити до јануара 2016.[5]
- Престонички округ (Венецуела), локација на којој се налази Венецуеланска престоница Каракас.[6]